# Palajština
Palajština neboli palaumnili je vymřelý indoevropský jazyk náležející do větve anatolských jazyků.  Hovořilo se jí severně od řeky, Kızılırmak, na severu dnešního Turecka, v okolí města Pala. Nejblíže příbuzná je jí chetitština, méně pak ostatní anatolské jazyky jako luvijština, lýdština nebo kárština. Zapisována byla původně sumerským klínopisem.
K jejímu objevu došlo v souvislosti nálezem archivů hlavního města chetitské říše Chattušaš, kde byly nalezeny také texty dalších dvou anatolských jazyků: chetitština a klínopisné luvijštiny. Jedná se o díla rituální, především k oslavě palajského boha Ziparwy. Oproti textům v chetitštině je palajských relativně málo a je možné že v době vzniku archivu v 17. století př. n. l. už byl tento jazyk mrtvý, přičemž ve 14. století př. n. l. už byl mrtvý téměř určitě.